# Maarten Schmidt
Maarten Schmidt (Groningen, 28 de dezembro de 1929 — Fresno, 17 de setembro de 2022) foi um astrônomo neerlandês. É conhecido por ter determinado a distância dos quasares.

## Vida
Nascido em Groningen, foi discípulo de Jan Hendrik Oort. Obteve o Ph.D. no Observatório de Leiden em 1956.
Em 1959 imigrou para os Estados Unidos, indo para o Instituto de Tecnologia da Califórnia. No início trabalhou com teorias sobre a distribuição de massa e dinâmica de galáxias. Particularmente notável neste período foi sua formulação do que é atualmente conhecido como lei de Schmidt, relacionando a densidade do meio interestelar com a taxa de formação estelar. Começou depois a estudar o espectro de luz de fontes de rádio. Em 1963, usando o famoso telescópio refletor do Observatório Palomar, identificou o objeto visível correspondente a estas fontes de rádio, conhecido como 3C 273, estudando seu espectro. Embora sua aparência estelar sugeria que estivesse relativamente próximo, o espectro do 3C 273 provou estar então com o alto desvio para o vermelho de 0,158, mostrando que estava muito além da Via Láctea, possuindo extraordinária luminosidade. Schmidt denominou o 3C 273 como objeto quase-estelar (em inglês:  "quasi-stellar") ou quasar. Desde então milhares de quasares foram identificados.

## Honrarias
Prêmios
- Prêmio de Astronomia Helen B. Warner (1964)
- Capa da Time em 11 de março de 1966 [5]
- Henry Norris Russell Lectureship (1978)
- Medalha de Ouro da Royal Astronomical Society (1980)
- Medalha James Craig Watson (1991)
- Medalha Bruce (1992)
- Prêmio Kavli de astrofísica (2008)

Levam seu nome
- Asteroide 10430 Martschmidt